# Acton (Staffordshire)
Acton – osada w Anglii, w hrabstwie Staffordshire, w dystrykcie Newcastle-under-Lyme. Leży 21 km na północny zachód od miasta Stafford i 218 km na północny zachód od Londynu.